# Claudio De Tommasi (calciatore)
Claudio De Tommasi (Bari, 16 ottobre 1957) è un ex calciatore italiano, di ruolo attaccante.

## Carriera

### Giocatore

De Tommasi (accosciato, al centro) nella Cavese 1980-1981

All'età di 20 anni è nella Salernitana, in Serie C1, in cui realizza in tutto 6 reti in due stagioni.
Nel 1979 è rilevato dalla Cavese in cui vi milita per tre stagioni, ottenendo nella stagione 1980-1981 la promozione in Serie B e segnando 17 gol. È quindi capocannoniere nella stessa stagione. Gioca nei biancoblù anche la stagione 1981-1982, andando a segno 5 volte, con la sua squadra che si salva all'ultima giornata grazie alla classifica avulsa.
Nel 1982 viene scelto da Enrico Catuzzi e dai dirigenti del Bari: nella stagione 1982-1983 segna 2 gol, mentre in quella successiva, con i biancorossi in Serie C, Bruno Bolchi gli preferisce spesso Gabriele Messina e Giuseppe Galluzzo. A fine stagione chiede lui stesso d'essere ceduto e passa al Modena.
Monopoli e Fasano sono le ultime due tappe della sua carriera.

### Dopo il ritiro
Dal 1997 al 2000 è il vice di Giuseppe Giusto alla Virtus Locorotondo. Dal 2009 allena in una società di calcio giovanile nel barese.

## Palmarès

### Club
- Campionato italiano Serie C1: 2

Cavese: 1980-1981 (girone B)
Bari: 1983-1984 (girone B)
- Campionato Interregionale: 1

Fasano: 1987-1988 (girone L)

### Individuale
- Capocannoniere della Serie C: 1

1980-1981 (17 gol)